# Loreux
Loreux ist eine französische Gemeinde mit 224 Einwohnern (Stand: 1. Januar 2022) im Département Loir-et-Cher der Region Centre-Val de Loire. Sie gehört zum Arrondissement Romorantin-Lanthenay und zum Kanton Romorantin-Lanthenay. 

## Geographie
Die Gemeinde Loreux liegt etwa 43 Kilometer südöstlich von Blois und etwa acht Kilometer nordöstlich des Stadtzentrums von Romorantin-Lanthenay in der Seenlandschaft Sologne.  Im Süden der Gemeinde fließt die Sauldre. Umgeben wird Loreux von den Nachbargemeinden Millançay im Norden und Westen, Marcilly-en-Gault im Norden und Nordosten, Selles-Saint-Denis im Osten sowie Villeherviers im Süden und Westen.

## Bevölkerungsentwicklung
| Jahr                       | 1962 | 1968 | 1975 | 1982 | 1990 | 1999 | 2006 | 2012 | 2022 |
| -------------------------- | ---- | ---- | ---- | ---- | ---- | ---- | ---- | ---- | ---- |
| Einwohner                  | 339  | 285  | 247  | 260  | 265  | 255  | 248  | 230  | 224  |
| Quellen: Cassini und INSEE |      |      |      |      |      |      |      |      |      |

## Sehenswürdigkeiten

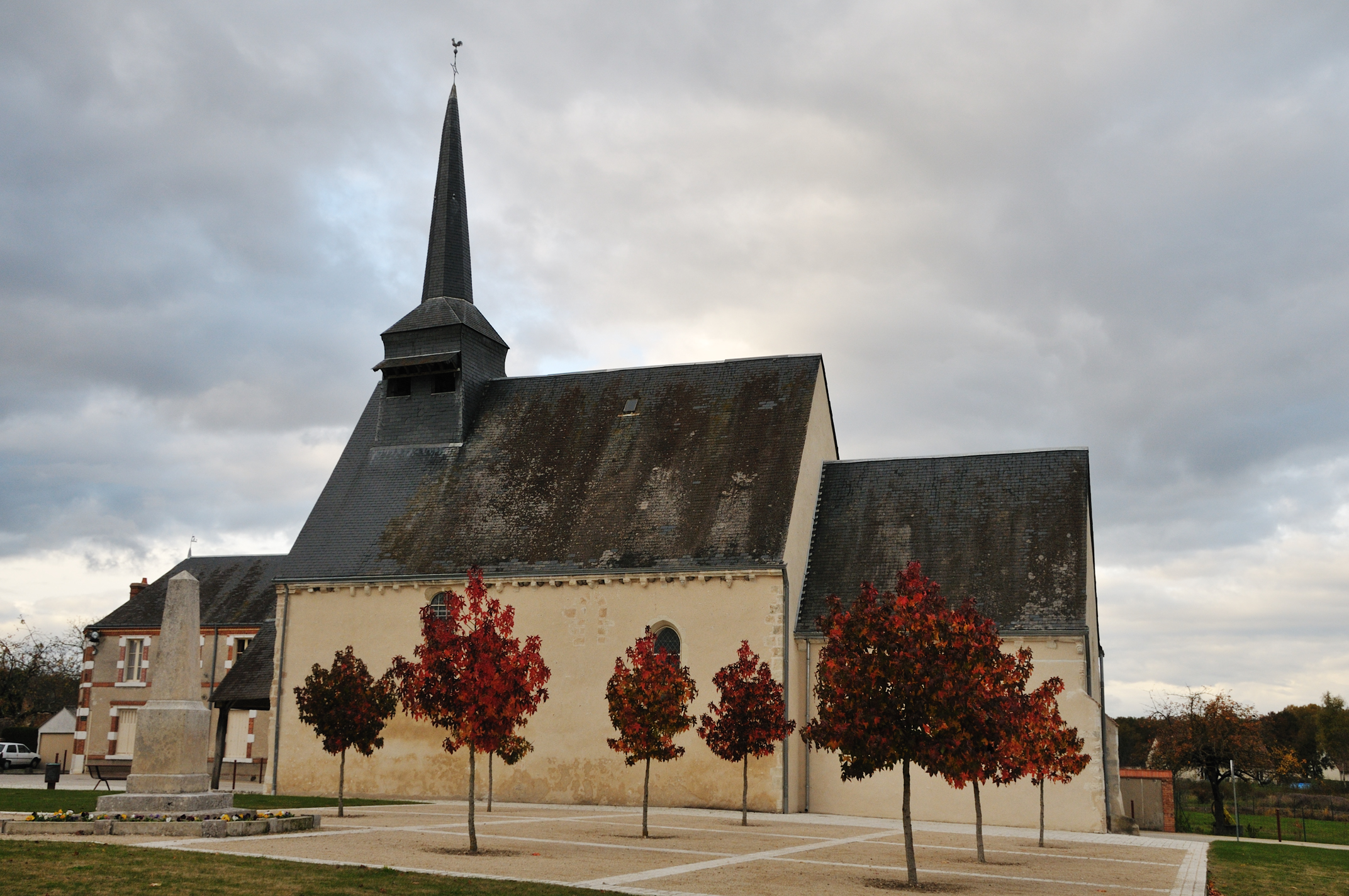
Kirche Saint-Laurian
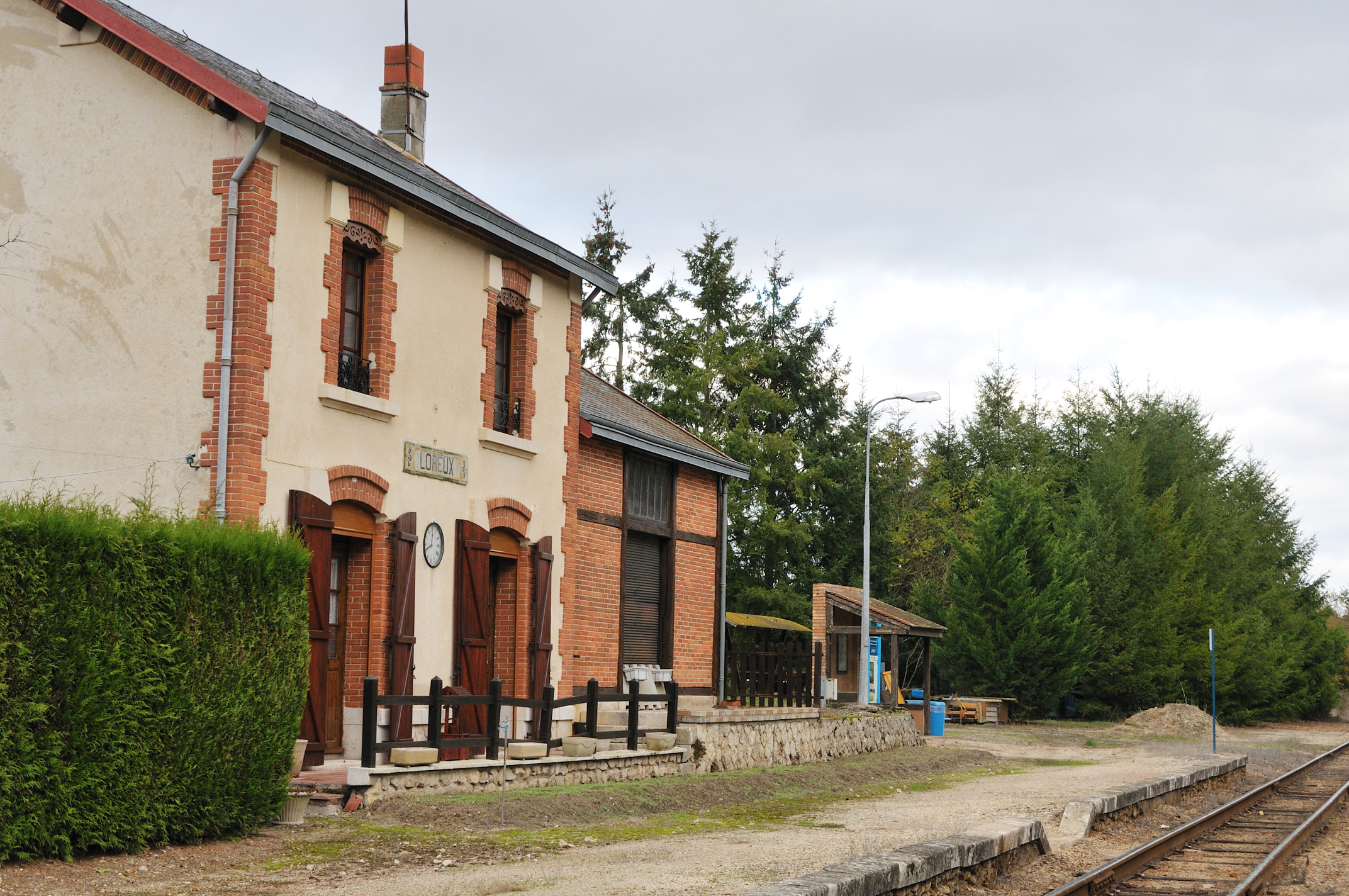
Ehemaliger Bahnhof
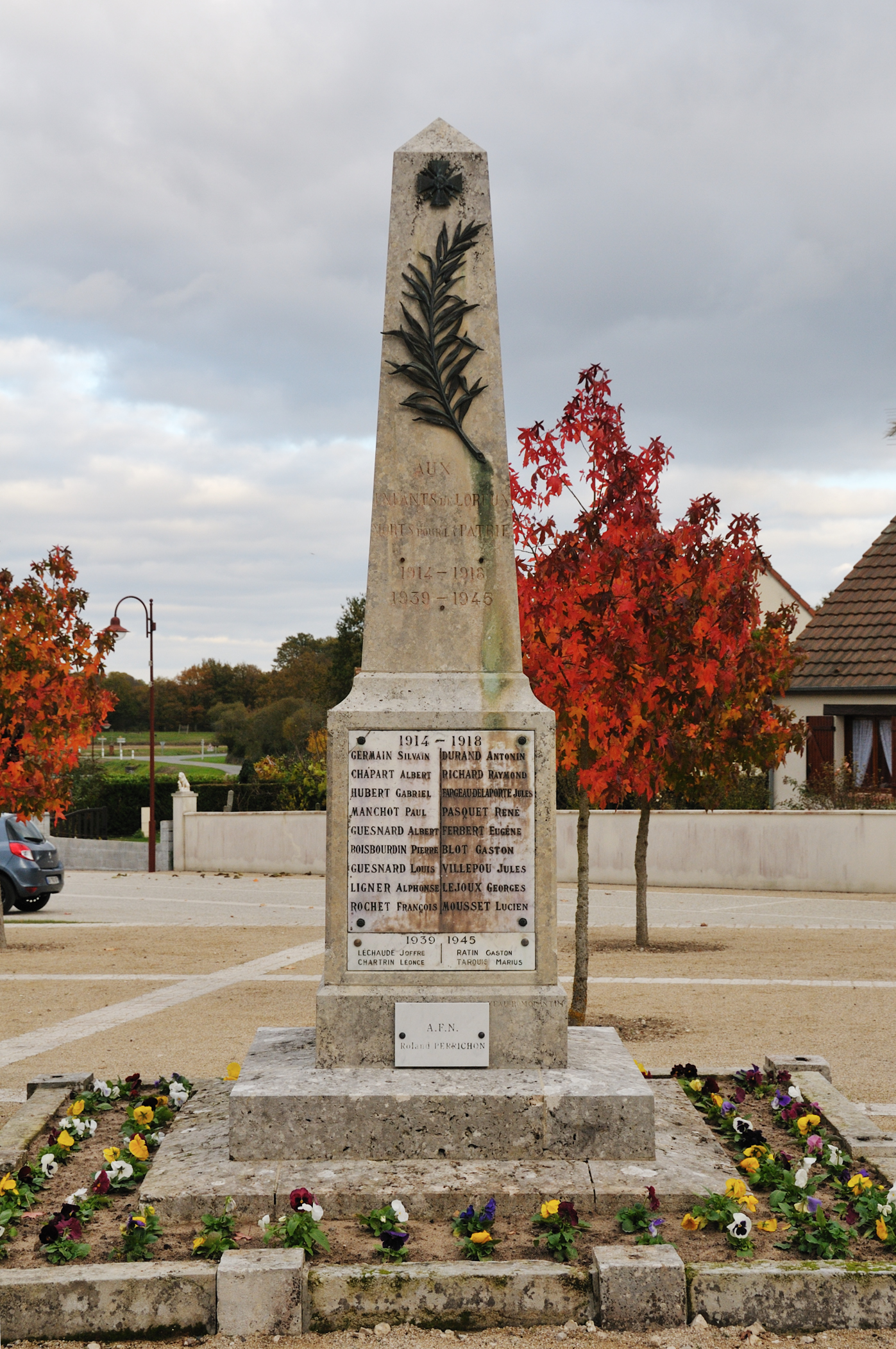
Gefallenendenkmal

- Schloss Villechaise
- Schloss La Gravellière
- Schloss Villeloup

- Kirche Saint-Laurian
- Ehemaliger Bahnhof
- Gefallenendenkmal